# Oussama Assaidi
Oussama Assaidi (arabă أسامة السعيديأسامة السعيدي, Tamazight: Ušama Ašaidi; n. 15 august 1988, Beni Boughafer⁠(d), Maroc) este un fotbalist marocan care joacă pe postul de extremă pentru Twente și echipa națională a Marocului.
Assaidi și-a început cariera în Olanda la AZ. După AZ, el a jucat la echipele din a doua divizie FC Omniworld si apoi De Graafschap, înainte de a ajunge la Heerenveen în 2009.  Assaidi a semnat cu echipa engleză Liverpool în august 2012, care a plătit pentru el 2,4 milioane de lire sterline. Nu a reușit să se impună printre titulari, fiind împrumutat la Stoke City în sezoanele 2013-14 și 2014-15, înainte de a fi vândut la Al-Ahli Dubai în ianuarie 2015.
Joacă la naționala Marocului din 2011, luând parte la Cupa Africii pe Națiuni din 2012 și 2013.

## Legături externe
- Oussama Assaidi la Soccerbase

1. ↑  Oussama Assaidi, Transfermarkt, accesat în 9 octombrie 2017
2. ↑  Oussama Assaidi, As